# Iglesia de la Purisima Concepción (Cuart de Poblet)

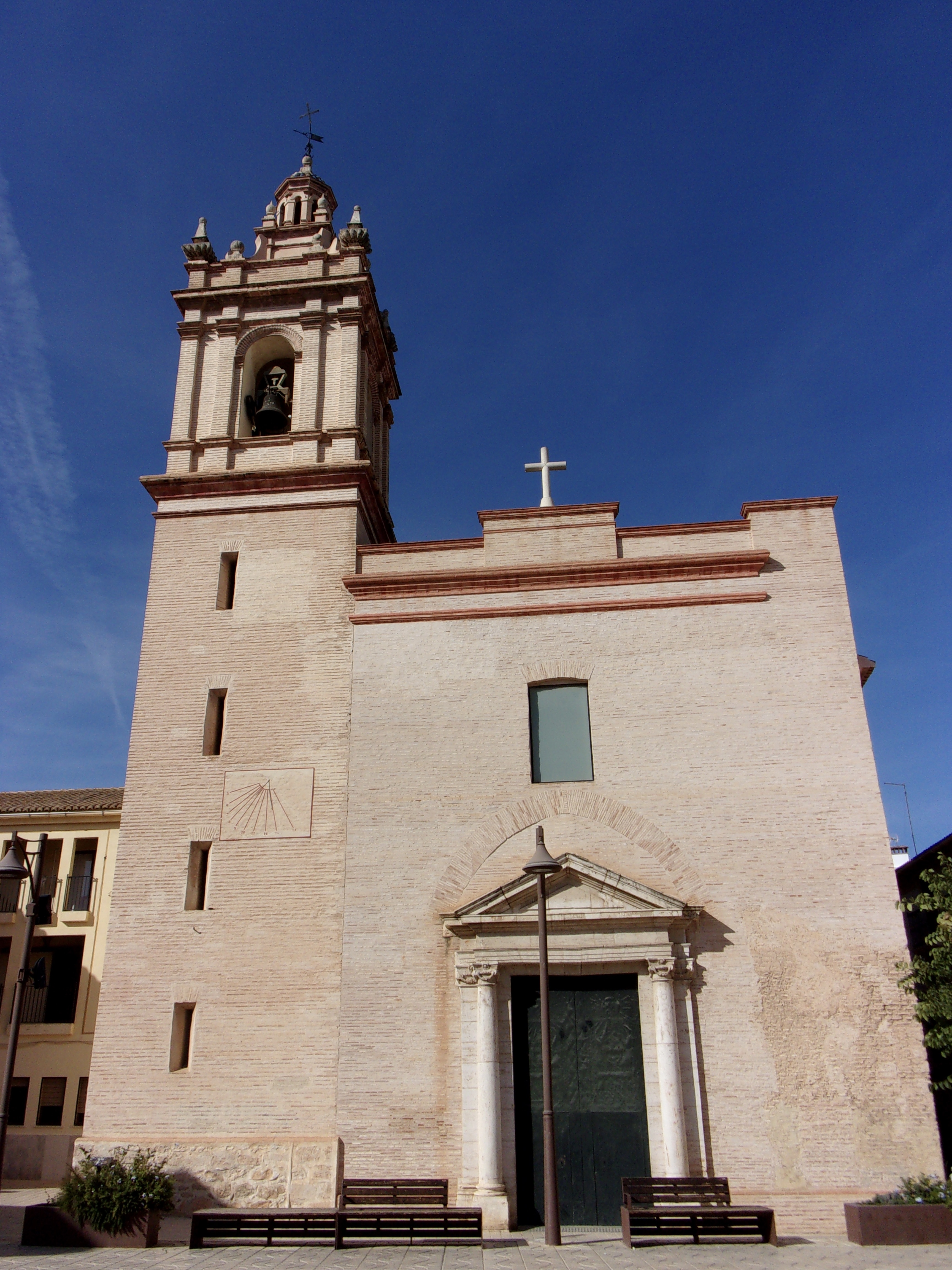
Parroquia Purísima Concepción, Cuart de Poblet

La Iglesia de la Purísima Concepción de Cuart de Poblet es un templo de estilo barroco de una sola nave con capillas entre los contrafuertes, construida a finales del siglo XVII. Está catalogada como Bien de relevancia local con identificador 46.14.102-001.

## Descripción
La nave central se cubre con una bóveda de cañón continua y los espacios de las capillas mediante bóvedas vaídas. No aparece ningún elemento que marque el crucero, ni cúpula ni transepto, y el presbiterio, también cubierto mediante bóveda de cañón, sólo aparece marcado por el arco triunfal abocinado que lo conecta con la nave. A los pies del templo hay un nártex sotacoro, distribución especialmente difundida entre los templos conventuales del Reino de Valencia que permitía la ubicación del coro en un espacio más desahogado que el presbiterio. El paso de la nave al coro se marca mediante un arco abocinado con decoración de talla en estuco en el que aparece escrita la fecha de 1691.
Existe documentación conservada en el Archivo de Protocolos del Patriarca de Valencia, según la cual, en 1693 el pueblo de Cuart de Poblet satisfacía su deuda con los maestros de obras de Torrent Senén Medina y Joseph Mora. Presuponemos que esta satisfacción es el fin de las obras de renovación del templo.La ordenación del mural de la iglesia es muy sencilla: Pilastras de orden compuesto con abultados capiteles separan los arcos de medio punto que embocan las capillas. Sobre el orden de apilastrados un entablamento continuo recorre el perímetro de la iglesia y, por encima de él, se abren los vanos de las ventanas enmarcados por tallas de estuco. El empleo del orden compuesto en los capiteles de las pilastras que, con su conjugación de los acantos corintios y las volutas jónicas, es el preferido por la arquitectura valenciana del cambio de los siglos XVII a XVIII. Por otra parte este orden compuesto se completa con un friso en el que los espacios vacíos se alternan con modillones de gran volumen que sobre los capiteles se convierten en verdaderos golpes de hojarasca. Se trata pues de un friso de derivación dórica combinado con un apilastrado de orden compuesto. Se conoce como “orden del hermano Bautista”.
El mismo carácter ornamentado de la elección del orden compuesto presenta la decoración de talla que guarnece las ventanas. Pero, a pesar de que las pinturas enmarcadas de la bóveda de la nace indican intervenciones posteriores, Medina y Mora no plantearon a finales del siglo XVII una excesiva presencia de la ornamentación, adoptando una opción más contenida que otras fórmulas decorativas que se estaban gestando en Valencia en los mismos años.
El campanario es de orden dórico. Este sigue la tendencia más desornamentada de las torres eclesiásticas valencianas de finales del siglo XVII. Se superpone al piso de campanas un templete cuadrado y otro poligonal y se emplean estribos diagonales a modo de contrafuertes para reforzar el remate, al tiempo que se consigue con ellos una adecuada transición entre los cuerpos de tamaño decreciente.

## La capilla de la comunión
Totalmente diferente al resto de la iglesia, se abre perpendicularmente al templo, en el fondo de una de las capillas laterales. Se trata de una construcción de una sola nave rectangular de tres tramos separados por arcos fajones y cubierta mediante bóveda de cañón semicircular. El ábside remata en exedra semicircular cubierta mediante cuarto de esfera y alberga el altar con el Crucificado y el tabernáculo eucarístico. Se trata de un templo en miniatura construido según un proyecto de Vicente Gascó, director de arquitectura de la Academia San Carlos y conservado en el Archivo Municipal de Valencia.
Los muros están ordenados mediante apilastrados de orden jónico miguelangelesco, con volutas angulares y guirnaldas de flores entre ellas. Sobre el entablamento que recorre ininterrumpidamente el perímetro de la capilla se abren ventanas mediante canónicas lunetas semicirculares en la bóveda, muy diferentes a las de la nave de la iglesia. Entre las pilastras, y dentro de hornacinas semicirculares, se ubican las esculturas de Santo Tomás de Villanueva, San Bernardo y Santo Tomás de Aquino a la derecha, y a la izquierda San Fermín, San Juan Bautista y San Vicente Ferrer. La simbología eucarística viene resaltada por la pintura del cordero sobre el acceso, los anagramas de Cristo y María sobre las pequeñas puertas laterales a los pies y el conjunto de símbolos enmarcados que recorren la capilla por debajo del entablamento. Estos, esculpidos en bajorrelieve y dorados, representan los instrumentos de la Pasión (cruz, lanza, esponja,…), el haz de espigas, el arca de la alianza, el pelícano alimentando a sus hijos con su propia sangre, la vid, y otros elementos de carácter simbólico pasional o veterotestamentario identificados con el carácter cristológico de la construcción.
El retablo apea sobre dos columnas del mismo jónico con volutas angulares usado en el resto de la capilla y soporta un frontón segmental con entablamento ricamente decorado. Se trata del punto de mayor empeño decorativo del conjunto en el que, junto al empleo de materiales nobles, destaca la profusión de dorados y el remate mediante dos ángeles adorando el cáliz de la Eucaristía. Toda la capilla aparece caracterizada por el cuidado detalle ornamental con el que son tratados cada uno de los elementos compositivos. El efecto deslumbrante está confiado a las imitaciones marmóreas en tonos grisáceos y rosados que se combinan con el blanco del estuco y la aplicación contrastada del dorado. Este aparece perfilando las líneas estructurales, resaltando las ovas y dardos del entablamento y los canes y rosetas de la cornisa. Además, las guirnaldas florales se repiten no solamente tendidas entre las volutas de los capiteles, sino también, anudadas por cintas, entre capitel y capitel así como derramándose a partir de una concha en el trasdós de las ventanas.